# Monotropus fausti
Monotropus fausti är en skalbaggsart som beskrevs av Semenov 1898. Monotropus fausti ingår i släktet Monotropus och familjen Melolonthidae. Inga underarter finns listade i Catalogue of Life.